# 1976 în literatură
- 1975 în literatură — 1976 în literatură — 1977 în literatură

Anul 1976 în literatură a implicat o serie de evenimente și cărți noi semnificative. 

## Cărți noi
- Émile Ajar (Romain Gary) - Hocus Bogus
- Kingsley Amis – The Alteration
- Saul Bellow – To Jerusalem and Back
- Peter Benchley – The Deep
- Judy Blume
  - Blubber
  - Tales of a Fourth Grade Nothing
- Erma Bombeck – The Grass is Always Greener over the Septic Tank
- Marjorie Bowen – Kecksies and Other Twilight Tales
- William F. Buckley – Saving the Queen... primul din seria Blackford Oakes
- Anthony Burgess – Beard's Roman Women
- Ramsey Campbell The Height of the Scream
- Raymond Carver Will You Please Be Quiet, Please?
- Agatha Christie – Sleeping Murder
- A. J. Cronin – Lady with Carnations
- L. Sprague de Camp – The Virgin & the Wheels
- Samuel R. Delany – Triton
- August Derleth – Dwellers in Darkness
- Philip K. Dick și Roger Zelazny – Deus Irae
- Richard Ford – A Piece of My Heart
- Brian Garfield – The Last Hard Men
- Judith Guest – Ordinary People
- Alex Haley – Roots: The Saga of an American Family
- Frank Herbert – Children of Dune
- Ira Levin – The Boys from Brazil
- Robert Ludlum - The Gemini Contenders
- Enzo Mainardi — scriitor, muzician, poet și pictor, membru important al mișcării artistice futuriste, publică la Tipografia Artigiana, din Cremona, Il Sogno (1919). Lirica di E.M. poeta e pittore futurista cremonese – Visul (1919). Lirică de E.M. poet și pictor futurist cremonez (cu note biografice) – (pentru prima ediție, vedeți 1919)
- Ruth Manning-Sanders – A Book of Monsters
- Ryū Murakami – Kagirinaku tōmei ni chikai burū?
- R. K. Narayan – The Painter of Signs
- Larry Niven și Jerry Pournelle -Inferno
- Robert Nye – Falstaff
- Marge Piercy – Woman on the Edge of Time
- Anthony Powell – Infants of the Spring
- Terry Pratchett – The Dark Side of the Sun
- Manuel Puig – El beso de la mujer araña (Sărutul Femeii-Păianjen)
- Ishmael Reed – Flight To Canada
- Anne Rice – Interview with the Vampire
- Hubert Selby Jr. – The Demon
- Tom Sharpe -  Wilt
- Sidney Sheldon – A Stranger in the Mirror
- Muriel Spark – The Takeover
- Jacqueline Susann – Dolores
- Paul Theroux - The Family Arsenal
- Leon Uris – Trinity
- Melvin Van Peebles – Just An Old Sweet Song
- Gore Vidal – 1876
- Kurt Vonnegut – Slapstick
- Roger Zelazny
  - Doorways in the Sand
  - The Hand of Oberon
  - My Name is Legion

## Decese
- 12 ianuarie: Agatha Christie, scriitoare engleză de romane, povestiri scurte și piese de teatru polițiste (n. 1890)

## Premii
- Premiul Nobel pentru Literatură: Saul Bellow